# Passo di Raton
Il passo di Raton è un passo di montagna lungo il Santa Fe Trail situato sul confine tra il Colorado ed il Nuovo Messico negli Stati Uniti d'America.
Il nome deriva dal termine spagnolo Ratón che significa topo ed è entrato a far parte del National Historic Landmark nel 1960
Il passo si trova sulla parte est dei Monti Sangre de Cristo tra Trinidad e Raton in Nuovo Messico ed a circa 160 km a nord-est di Santa Fe.
Il Passo del Raton è uno dei luoghi in cui è presente un affioramento geologico, chiamato limite K-T (in inglese K-T Boundary), che indica il passaggio, nelle successioni stratigrafiche, tra Cretacico e Cenozoico, datato a 66,0 milioni di anni fa. La lettera K è l'abbreviazione normalmente usata per il Cretacico, mentre la T fa riferimento al Terziario, nome con cui si indicano complessivamente il Paleogene e il Neogene. Tale passaggio è marcato dalla presenza di un livello, avente spessore massimo di un centimetro, che contiene una notevole quantità di iridio e di altri metalli solitamente rari in natura, ma assai comuni nelle meteoriti, come quelle di una decina di chilometri di diametro che cadde sullo Yucatan e determinò la scomparsa dei dinosauri.